# شک منطقی (فیلم ۲۰۱۴)
شک منطقی (به انگلیسی: Reasonable Doubt) یک فیلم سینمایی محصول مشترک کانادا و آلمان تولید سال ۲۰۱۴ در ژانر داستان جنایی به کارگردانی پیتر هاویت است. در این فیلم بازیگرانی همچون دومینیک کوپر، ساموئل ال. جکسون، پیتر هاویت، ارین کارپلوک، گلوریا روبن، رایان رابینز، دیلان تیلور و فیلیپ برنکمیر ایفای نقش کرده‌اند.

## خلاصه داستان
میچ بروکدن(دومینیک کوپر) یک عضو دادستانی است او در حال مستی رانندگی می‌کند و با یک نفر تصادف می‌کند او با اورژانس تماس می‌گیرد و از صحنه فرار می‌کند روز بعد مردی سیاه‌پوست به نام کلینتون دیویس(ساموئل ال. جکسون) به جرم قتل بازداشت می‌شود میچ بروکدن که عذاب وجدان دارد و فکر می‌کند خودش عامل قتل است کمک به تبرئه دیویس می‌کند.
اما کمی بعد می‌فهمد دیویس واقعاً قاتل آن مرد بوده و او در حین فرار با ماشین تصادف کرده او متوجه می‌شود دیویس که از قتل خانواده اش توسط فردی که آزادی مشروط داشته تصمیم گرفته تمام کسانی که آزادی مشروط دارند را بکشد میچ تصمیم می‌گیرد دیویس را تعقیب می‌کند و از برادرش هم برای به دام انداختن او کمک می‌گیرد اما دیویس برادر میچ را زخمی می‌کند و او به کما می‌رود همه مدارک علیه میچ است او بازداشت می‌شود.
اما در بازداشتگاه تماسی از دیویس دریافت می‌کند که به او می‌گوید می‌خواهد خانواده او را بکشد او از بازداشت فرار می‌کند و با دیویس درگیر می‌شود در پایان پلیس سر می‌رسد و با شلیک گلوله کلینتون دیویس را می‌کشد.